# Bicqueley
Bicqueley é uma comuna francesa na região administrativa de Grande Leste, no departamento de Meurthe-et-Moselle. Estende-se por uma área de 16,82 km². Em 2010 a comuna tinha 925 habitantes (densidade: 55 hab./km²).